# Нью-Лондон (Міннесота)
Нью-Лондон (англ. New London) — місто (англ. city) в США, в окрузі Кендійогі штату Міннесота. Населення — 1252 особи (2020).

## Географія
Нью-Лондон розташований за координатами 45°17′49″ пн. ш. 94°56′51″ зх. д. / 45.29694° пн. ш. 94.94750° зх. д. (45.296875, -94.947530).  За даними Бюро перепису населення США в 2010 році місто мало площу 3,21 км², з яких 3,08 км² — суходіл та 0,14 км² — водойми. В 2017 році площа становила 3,41 км², з яких 3,28 км² — суходіл та 0,13 км² — водойми.

## Демографія
Згідно з переписом 2010 року, у місті мешкала 1251 особа в 521 домогосподарстві у складі 318 родин. Густота населення становила 389 осіб/км².  Було 566 помешкань (176/км²).
Расовий склад населення:
| - 98,7 % — білих - 0,2 % — корінних американців - 0,1 % — азіатів |

До двох чи більше рас належало 0,2 %. Частка іспаномовних становила 2,7 % від усіх жителів.
За віковим діапазоном населення розподілялося таким чином: 25,5 % — особи молодші 18 років, 49,9 % — особи у віці 18—64 років, 24,6 % — особи у віці 65 років та старші. Медіана віку мешканця становила 40,5 року. На 100 осіб жіночої статі у місті припадало 84,8 чоловіків;  на 100 жінок у віці від 18 років та старших — 76,9 чоловіків також старших 18 років.
Середній дохід на одне домашнє господарство  становив 53 126 доларів США (медіана — 41 354), а середній дохід на одну сім'ю — 64 533 долари (медіана — 63 452). Медіана доходів становила 42 174 долари для чоловіків та 31 938 доларів для жінок. За межею бідності перебувало 8,7 % осіб, у тому числі 15,2 % дітей у віці до 18 років та 9,0 % осіб у віці 65 років та старших.
Цивільне працевлаштоване населення становило 596 осіб. Основні галузі зайнятості: освіта, охорона здоров'я та соціальна допомога — 32,6 %, будівництво — 13,6 %, мистецтво, розваги та відпочинок — 9,6 %, транспорт — 7,6 %.